# Tara (De Boeck)
Tara is een compositie voor harmonieorkest of fanfare van de Belgische componist Marcel De Boeck.